# Let's Get Loud
Den här artikeln handlar om låten med Jennifer Lopez. För fler betydelser, se Let's Get Loud (olika betydelser)
"Let's Get Loud" är en låt framförd av den amerikanska artisten Jennifer Lopez, inspelad till hennes debutalbum On the 6 (1999). Den skrevs av Gloria Estefan som först också planerade att framföra den men ändrade sig då hon tyckte att den var för lik hennes tidigare material. Estefan ansåg att Lopez skulle ha "roligare" med låten och göra något "annorlunda" med den. "Let's Get Loud" betraktas ofta som Lopez' signaturlåt.
Efter utgivningen tog sig "Let's Get Loud" in på flera singellistor i världen. Den nådde topp-fem eller topp-tio i fem Europeiska länder. Trots att den aldrig gavs ut som en singel i USA tog sig låten ändå in på Billboards Hot Dance Club Songs. Musikjournalisters bemötande av "Let's Get Loud" var positivt. Vid den 43 Grammy-galan mottog Lopez sin andra nominering i kategorin "Best Dance Recording". Singelns musikvideo filmades under ett uppträdande vid Dam-Världsmästerskapet i fotboll 1999.

## Bakgrund

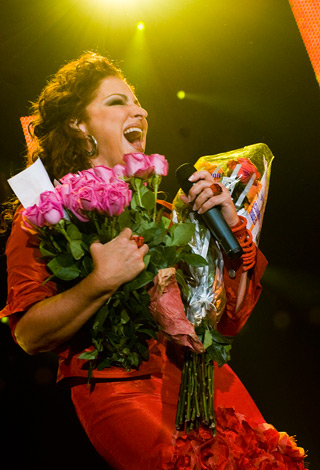
Gloria Estefan gav "Let's Get Loud" till Lopez.

Sedan unga år ansåg Lopez' Puertoricanska föräldrar att det var viktigt med en bra utbildning och förmåga att kunna prata flytande engelska. Istället för att riskera att råka i knipa utomhus uppmuntrade föräldrarna sina döttrar att sjunga och dansa framför varandra och sina vänner. Under sitt sista år i skolan fick Lopez reda på att ett filmbolag sökte flera unga tjejer till mindre roller i en film. Hon auditionerade och fick en roll i lågbudgetfilmen My Little Girl (1986) regisserad och skriven av Connie Kaiserman. Efter sin medverkan insåg Lopez att hon ville bli en "berömd filmstjärna". Hon berättade för sina föräldrar men de sa att det var en "väldigt dum idé" och att "inga andra latinamerikaner höll på med sånt". De olika åsikterna fick Lopez att flytta hemifrån till en liten lägenhet på Manhattan. Under samma tidsperiod uppträdde hon vid flera regionala musikaler innan hon anställdes för att sjunga refrängen i Golden Musicals of Broadway som turnerade i Europa under fem månader. Lopez var olycklig över att hon var den enda personen i kören som inte hade ett solo. En tid senare fick hon jobb på showen Synchronicity i Japan. Där arbetade hon som skådespelare, koreograf, dansare och sångare. Kort därefter fick hon sin första permanenta roll som en Fly Girl i TV-serien In Living Color. Hon flyttade till Los Angeles med sin dåvarande pojkvän David Cruz för att vara närmare inspelningen. Hon fortsatte att göra programmet fram till 1993 när hon istället ville fokusera på en filmkarriär.
År 1996, efter en rad av småjobb, fick Lopez sitt genombrott med rollen som den mördade amerikanska sångaren Selena Quintanilla i filmen Selena (1997). I filmen användes Selenas röst i de musikaliska scenerna men Lopez sjöng låttexterna istället för att mima. I en intervju när hon frågades om Selena inspirerade henne till att göra musik svarade Lopez: "Jag blev verkligen, verkligen inspirerad. Jag startade min karriär med musikaler så när jag gjorde filmen blev jag påmind om hur mycket jag saknade att sjunga och dansa." Efter inspelningen av filmen kände Lopez av sina "latinamerikanska rötter" och spelade in ett demospår på spanska. Lopez' manager skickade låten ("Vivir Sin Ti") till Sony Music Entertainments Work Group som innan visat intresse för henne. Tommy Mottola, chefen vid bolaget föreslog att hon skulle sjunga på engelska och Lopez började därefter arbeta på On the 6. Hon var medveten om att hennes fördelaktiga utseende och redan etablerade namn som skådespelare hade varit en bidragande orsak till att hon erbjudits ett skivkontrakt och ville därför bevisa för kritiker och allmänheten att hon hade musikalisk talang. Flera av USA:s största recensenter ställde sig frågande till Lopez' val att göra musik. Det sades att om skivan "floppade" skulle detta inte bara skämma ut Lopez utan även skada hennes filmkarriär.

## Produktion
"Let's Get Loud" skrevs av Gloria Estefan som först också planerade att framföra den men ändrade sig då hon tyckte att den var för lik hennes tidigare material. Estefan ansåg att Lopez skulle ha "roligare" med låten och göra något "annorlunda" med den. Kike Santander, som hjälpte Estefan att skriva stycket, stod även för arrangemangen och produktionen tillsammans med Emilio Estefan Jr.. Javier Garza och Marcelo Anez spelade in Lopez' sång vid Crescent Moon Studios i Miami, Florida. Pablo Flores mixade låten vid Crescent Moon Studios i Miami, Florida.

## Mottagande

### Kritikers respons
Mario Tarradell från The Dallas Morning News var positiv till låtens latinoinfluenser och skrev: "Jennifer Lopez visar upp sitt latinamerikanska påbrå i låten 'Let's Get Loud' från exskådespelarens debut On the 6. Låten börjar med den självsäkra meningen '¡Ya Jenny llego, presente!'" Heather Phares från Allmusic var positivt inställd till låten och skrev: "'Let's Get Loud' har ett sound som är eldigt och soul-fyllt och passar väl överens med hennes privatliv." Michael Paoletta vid Billboard kommenterade att låtens remixversioner "levererar på alla plan" och förklarade att Kung Pow höjer nivån ytterligare med mixen "Castle Hills Club" som strålar av "divig attityd och latinopop-influenser". Richard Torres från Newsday gav mestadels negativ kritik i sin recension och beskrev stycket som ett "totalt missöde" då "Lopez helt enkelt saknar drivkraft för att driva salsa-produktionen. Hon är alldeles för klen på stycken som kräver mera energi." Vid den 43 Grammy-galan år 2001 mottog Lopez sin andra nominering i kategorin "Best Dance Recording" (hon var nominerad i samma kategori året innan, då med låten "Waiting For Tonight").

### Kommersiell prestation

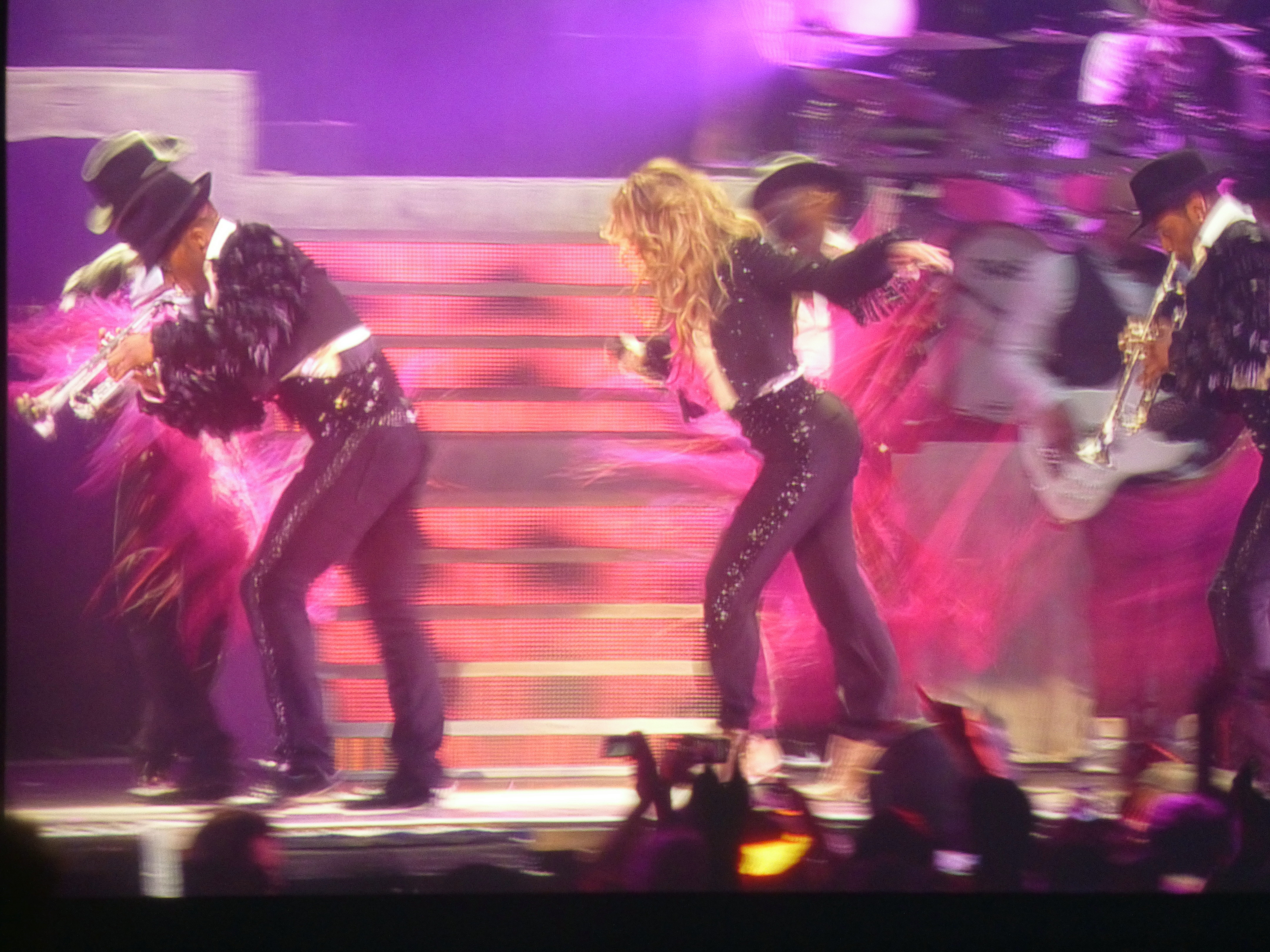
Lopez framför "Let's Get Loud" under sin Dance Again World Tour.

"Let's Get Loud" debuterade på plats 49 på Australiens singellista den 20 augusti 2000. Den 12 november nådde låten niondeplatsen på listan och stannade där under en period på fem veckor. I Österrike debuterade den på plats 35 den 9 juli 2000 och nådde plats 11 den 20 augusti. "Let's Get Loud" hade större framgångar i Italien och Nederländerna. I det förstnämnda landet debuterade den på plats 12 den 22 juni 2000. Följande vecka nådde den sjätteplatsen och tillbringade fem veckor inom topp-tio på listan. I Nederländerna nådde låten tredjeplatsen vilket blev den högsta noteringen av alla musikmarknader. I USA blev låten den andra efter "No Me Ames" som aldrig tog sig in på Billboard Hot 100. Låten noterades dock på Billboards förgreningslista Hot Dance Club Play (på plats 39). Mot slutet av år 2000 rankades "Let's Get Loud" på plats 25 på Australiens Year-End Chart. Fram till februari 2013 hade 413.000 digitala nedladdningar av låtens sålts.

## Musikvideo och liveframträdanden
Låtens musikvideo regisserades av Jeffrey Doe och filmades under ett uppträdande under Dam-Världsmästerskapet i fotboll 1999 vid Rose Bowl-stadion i Pasadena, Kalifornien. Lopez bär en silver partyklänning och vita platåstövlar. Den 23 oktober 2007, under sin graviditet, framförde Lopez låten i den femte säsongen av Dancing with the Stars. Under sommaren 2008 fick Lopez ett brev från en skola för autistiska barn. Eleverna, som lyssnade på "Let's Get Loud" varje dag, hade lärt sig låttexten och dansrutinerna. I brevet till sångaren hoppades lärarna få en autografsignerad bild av Lopez. Hon besökte istället skolan och uppträdde under elevernas skolavslutning.

## Format och innehållsförteckningar
| 1. | Let's Get Loud  | 3:58 |
| 2. | Feelin' So Good | 3:39 |

| 1. | Let's Get Loud (Album version)                    | 3:59  |
| 2. | Let's Get Loud (Kung Pow Radio Mix)               | 3:57  |
| 3. | Let's Get Loud (Castle Hill Club Mix)             | 8:08  |
| 4. | Let's Get Loud (D.MD Strong Club)                 | 10:32 |
| 5. | Let's Get Loud (Matt & Vito's Live Your Club Mix) | 11:19 |

| 1. | Let's Get Loud (Album version)                           | 3:58 |
| 2. | Let's Get Loud (Kung Pow Radio Mix)                      | 3:57 |
| 3. | Let's Get Loud (Castle Hill Club Mix)                    | 8:08 |
| 4. | Let's Get Loud (Matt & Vito's Live Your Life Radio Edit) | 4:11 |

| 1. | Let's Get Loud (D. MD Strong Club)                     | 10:32 |
| 2. | Let's Get Loud (Matt & Vito's Live Your Life Club Mix) | 11:19 |
| 3. | Let's Get Loud (Castle Hill Club Mix)                  | 8:08  |
| 4. | Let's Get Loud (Kung Pow Radio Mix)                    | 3:57  |

## Topplistor
| Lista (2000)                    | Topplacering |
| ------------------------------- | ------------ |
| Australien (ARIA)               | 9            |
| Belgien (Ultratop 50 Flandern)  | 7            |
| Belgien (Ultratop 50 Wallonien) | 21           |
| Frankrike (SNEP)                | 40           |
| Tyskland (Media Control Charts) | 13           |
| Italien (FIMI)                  | 6            |
| Nederländerna (Dutch Top 40)    | 3            |
| Sverige (Sverigetopplistan)     | 52           |
| Schweiz (Schweizer Hitparade)   | 10           |
| USA (Hot Dance Club Songs)      | 39           |
| Österrike (Ö3 Austria Top 40)   | 11           |

| Lista (2000)      | Topplacering |
| ----------------- | ------------ |
| Australien (ARIA) | 25           |

## Certifikat
| Region            | Certifikat |
| ----------------- | ---------- |
| Australien (ARIA) | Platina    |